# Asemesthes sinister
Asemesthes sinister är en spindelart som beskrevs av Lawrence 1927. Asemesthes sinister ingår i släktet Asemesthes och familjen plattbuksspindlar.
Artens utbredningsområde är Namibia. Inga underarter finns listade i Catalogue of Life.